# Bảo tàng Ulsan
Bảo tàng Ulsan là bảo tàng lịch sử nằm ở Nam-gu, Ulsan, Hàn Quốc. Bảo tàng có triển lãm chi tiết cuộc sống của Ulsan và Hàn Quốc từ thời tiền sử đến hiện đại. Công trình xây dựng bảo tàng bắt đầu vào 2 tháng 1 năm 2009 và hoàn thành vào 31 tháng 1 năm 2011. Nó mở cửa vào 22 tháng 6 năm 2011.

## Liên kết
- Trang chủ chính thức Lưu trữ ngày 16 tháng 5 năm 2014 tại Wayback Machine (tiếng Hàn)

35°31′38″B 129°18′31″Đ / 35,52724°B 129,30862°Đ